# ВолгаТелеком

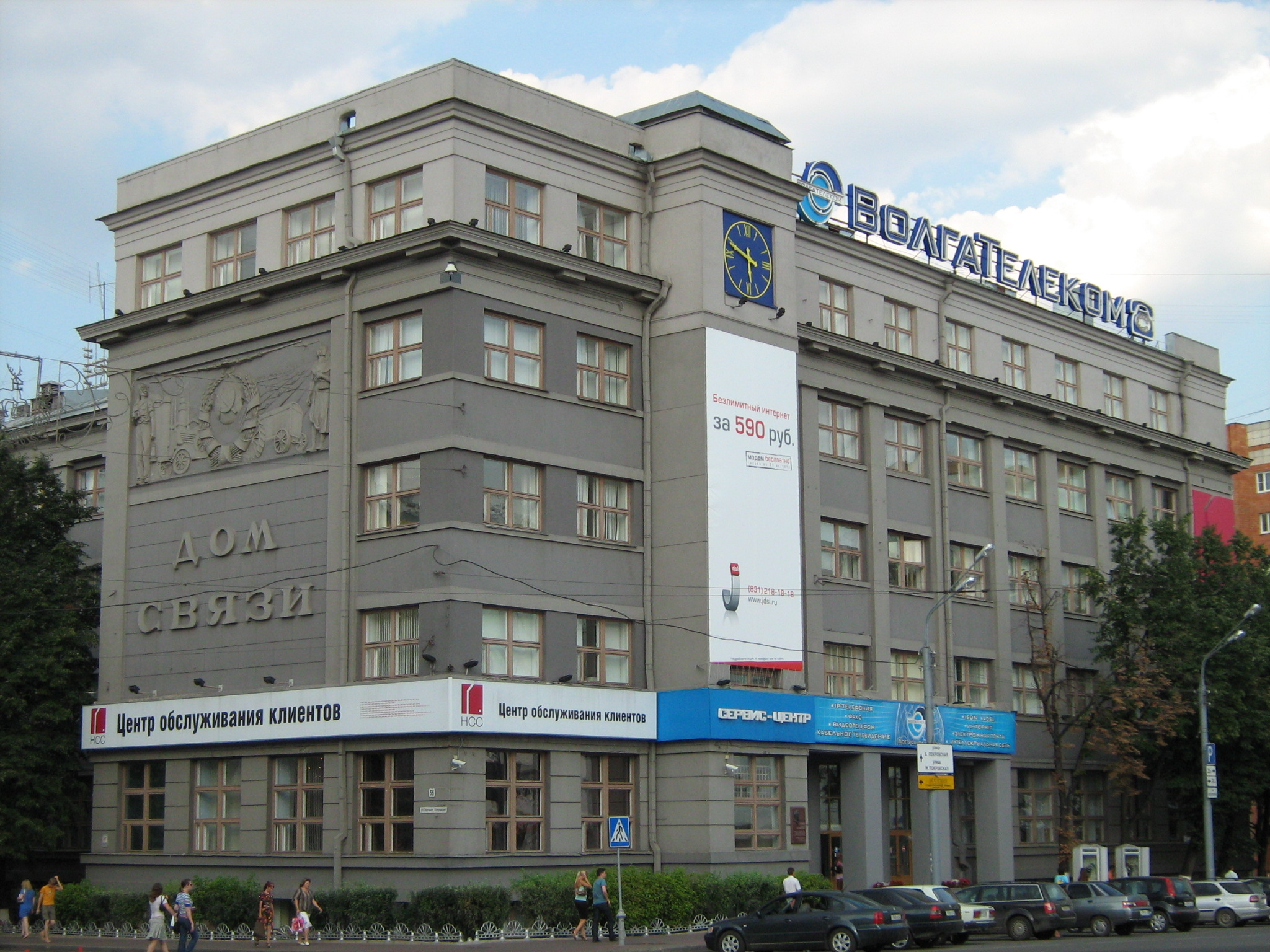
Здание бывшего главного офиса ВолгаТелеком в Нижнем Новгороде.

«Во́лгаТелеко́м» — ранее существовавшая российская телекоммуникационная компания, одна из семи межрегиональных компаний связи (МРК), принадлежавших ОАО «Связьинвест».
Прекратила свою деятельность в 2011 году в результате присоединения к ОАО «Ростелеком». Полное название — Открытое акционерное общество «ВолгаТелеком». Главный офис располагался в Нижнем Новгороде.

## История
Компания была образована 30 ноября 2002 года, как одна из семи межрегиональных компаний связи в рамках реформирования отрасли электросвязи путём объединения нижегородского оператора — ОАО «ВолгаТелеком» (ранее «Нижегородсвязьинформ») и 10 региональных операторов электросвязи Приволжского федерального округа. В состав «ВолгаТелеком» вошли региональные операторы связи всех субъектов ПФО: Кировской, Нижегородской, Оренбургской, Пензенской, Самарской, Саратовской, Ульяновской областей, республик Марий Эл и Мордовия, Удмуртской и Чувашской (кроме Татарстана, Башкортостана и Пермского края).
В апреле 2003 года компания была включена в индекс РТС, в мае — ММВБ. В январе 2004 года капитализация компании превысила миллиард долларов.
В 2006 году Самарский филиал ОАО «ВолгаТелеком» купил активы тольяттинской телефонной интернет компании «Атака высоких технологий» Владимира Агафонова, абоненты которой стали абонентами ОАО «ВолгаТелеком».
В том же году ОАО «ВолгаТелеком» разработало акцию под брендом «J» (Джей) для активного внедрения широкополосного доступа в Интернет по технологии ADSL на территории Приволжского федерального округа. Это позволило на август 2008 года подключить к данной услуге 500 тысяч абонентов компании. В январе 2007 «ВолгаТелеком» под брендом «J» вошёл в тройку крупнейших интернет-провайдеров России.
По итогам 2008 года на долю «ВолгаТелеком» приходилось 80 % рынка фиксированной связи и 60 % рынка интернет-услуг в ПФО, компания являлась третьим по количеству абонентов интернет-провайдером в России. В январе 2010 года количество пользователей широкополосного интернета ВолгаТелеком превысило миллион абонентов.
В 2009 году три филиала ОАО «ВолгаТелеком» (Нижегородский, Самарский и Пензенский) получили сертификаты соответствия «Интерэкомс» на услугу «Предоставление доступа к сети передачи данных по технологии xDSL».
21 июня 2010 года акционеры ОАО «ВолгаТелеком» приняли решение о реорганизации Общества в форме присоединения к ОАО «Ростелеком». В решении вопроса о реорганизации приняли участие акционеры, обладающие в совокупности 64,3394 % голосующих (обыкновенных и привилегированных) акций. За реорганизацию проголосовали 92,6786 % акционеров. 25 марта 2011 года в регистрирующий орган было подано заявление о внесении записи в Единый государственный реестр юридических лиц о прекращении деятельности ВолгаТелеком в связи с присоединением к ОАО «Ростелеком».
1 апреля 2011 года ОАО «ВолгаТелеком» вместе с другими 7-ю межрегиональными операторами были исключены из Единого государственного реестра юридических лиц в связи с присоединением к ОАО «Ростелеком», который стал правопреемником по всем правам и обязательствам этих компаний.

## Собственники и руководство
Крупнейшие акционеры: «Связьинвест» — 38 % от уставного капитала (51 % голосующих акций), ING Bank (номинальный держатель) — 21 %, в свободном обращении — около 18 %. Капитализация — $403,8 млн (1 сентября 2009 года).
Председатель совета директоров на момент окончания деятельности — Вадим Семенов (генеральный директор ОАО «Связьинвест»), генеральный директор — Рыбакин Владимир Ильич.
Генеральные директора́:
- 2002−2005 — Владимир Люлин, первый генеральный директор (с 1994 года — генеральный директор АО «Нижегородсвязьинформ», в 2002 году преобразовано в ОАО «ВолгаТелеком»).
- 2005−2009 — Сергей Омельченко.
- 2009−2011 — Владимир Рыбакин.

## Деятельность

Сертификат «Интерэкомс»

ОАО «ВолгаТелеком» являлась крупнейшей телекоммуникационной компанией Поволжья, предоставлявшей комплекс услуг телефонии, сотовой связи (владеет ЗАО «НСС» и некоторыми другими операторами сотовой связи), доступа в интернет и передачи данных, телевидения и радиовещания. На конец 2006 года номерная ёмкость компании составляла 5,123 млн номеров.

### Показатели деятельности
Выручка «ВолгаТелекома» за 2008 год (РСБУ) — 26,420 млрд руб. (рост на 5 %), чистая прибыль — 2,952 млрд руб. (падение на 12 %, в 2007 — 3,323 млрд руб).
Выручка «ВолгаТелекома» за 2005 год (РСБУ) — 21,3 млрд руб., чистая прибыль — 2,26 млрд руб.